# Monte Mozzano
Il Monte Mozzano è una montagna, alta 1493 s.l.m., dell'Appennino abruzzese (Monti dell'Alto Aterno), posta tra i territori dei comuni di Capitignano e L'Aquila, all'interno del Parco nazionale del Gran Sasso e Monti della Laga. 
Ha tre cime, dette i tre pìcchi ajénni (di Aielli): "Lu prìmu pìccu (che raggiunge 1443 m), "Lu pìccu de mézzu (di 1493 m) e "Lu pìccu de giórgi (a quota 1480 m). La sua vetta più alta, il pìccu de mézzu ospita un punto trigonometrico. Sulla denominazione delle cime ci sono discrepanze, essendo chiamate in catasto "fornetti" e localmente "tùrri". Transita qui un tratto della grande Ippovia del Gran Sasso.

## Fonti
- Appunti sul territorio di Castelpaganica, su castelpaganica.com. URL consultato l'8 ottobre 2008 (archiviato dall'url originale il 5 luglio 2008).